# Toponimi latini di fiumi italiani
Lista dei nomi latini di fiumi italiani ed il loro equivalente in italiano.

## Italia

### Abruzzo
- Aternus - Aterno
- Batinus - Tordino
- Vomanus - Vomano

### Basilicata
- Aciris - Agri
- Bradanus - Bradano
- Casuentus - Basento
- Siris o Sinis - Sinni

### Campania
- Vulturnus, Olotronus - Volturno

### Emilia-Romagna
- Ariminus - Marecchia
- Arda - Arda
- Claterna - Quaderna
- Idex - Idice
- Nure - Nure
- Panarium - Panaro
- Rhenus -  Reno
- Rubico - Rubicone
- Sapina - Savena
- Sicla - Secchia
- Silarus - Sillaro
- Trebia - Trebbia

### Friuli-Venezia Giulia
- Tilaventum - Tagliamento
- Natiso - Natisone
- Aesontium - Isonzo

### Lazio
- Allia - Fosso della Bettina
- Anio - Aniene
- Liris - Liri
- Tiber - Tevere
- Avens - Velino[1]

### Liguria
- Macra - Magra
- Rotubam/Rotuba - Roja

### Lombardia
- Abdua, Addua - Adda
- Holona, Horona - Olona
- Lambrus - Lambro
- Mincius - Mincio
- Ollius - Oglio
- Padus - Po
- Sarrius - Serio
- Ticinus - Ticino

### Marche
- Aesis - Esino
- Asis - Aso
- Flosis - Potenza
- Flusor - Chienti
- Flussorius - Fiastra
- Mataurus - Metauro
- Misco - Musone
- Isaurus - Foglia
- Sena - Misa
- Sentinum - Sentino
- Suasanus - Cesano
- Tinna - Tenna
- Tessuinum - Tesino
- Truentus - Tronto

### Molise
- Tifernus - Biferno

### Piemonte
- Orgus - Orco
- Sesites, Sessites - Sesia
- Olubria - Scrivia
- Stura  - Stura di Demonte
- Varus - Stura di Lanzo

### Puglia
- Aquilo - Celone
- Aufidus - Ofanto
- Cerbalus - Cervaro

### Sicilia
- Assinus - Alcantara
- Platàni - Platani
- Simaethum - Simeto

### Sardegna
- Saeprus - Flumendosa

### Toscana
- Albinia - Albegna
- Arnus - Arno
- Auser - Serchio
- Hera - Era
- Mersae - Merse
- Umbro - Ombrone
- Urcia - Orcia

### Trentino Alto Adige
- Isarus o Isarcus - Isarco

### Umbria
- Clasius - Chiascio
- Guesia - Menotre
- Nar - Nera
- Timea - Topino
- Avens - Velino

### Valle d'Aosta
- Duria Maior o Duria Bautica - Dora Baltea

### Veneto
- Athesis - Adige
- Liquentia - Livenza
- Medoacus Major - Brenta
- Medoacus Minor - Bacchiglione
- Plavis - Piave